# Furie (film vietnamien, 2019)
Pour les articles homonymes, voir Furie.
Pour plus de détails, voir Fiche technique et Distribution.
Furie (Hai Phượng) est un film vietnamien réalisé par Lê Văn Kiệt avec Ngô Thanh Vân (Veronica Ngo) sorti en 2019. Il est sélectionné pour représenter le Vietnam pour le prix du meilleur long métrage international à la 92e cérémonie des Oscars, mais n'est pas nommé.

## Synopsis
Une femme au passé de criminelle s'est réfugiée dans la campagne avec sa fille, où elle récupère des dettes impayées pour le compte d'un mafieux local. Mais un jour, sa fille est enlevée.

## Fiche technique
- Titre : Furie
- Titre original : Hai Phượng
- Réalisation : Lê Văn Kiệt
- Scénario : Lê Văn Kiệt, Kay Nguyen et Nguyen Truong Nhan
- Photographie : Morgan Schmidt
- Montage : Ngo Quyen
- Société de production : Premiere Picture et Studio 68
- Pays :  Viêt Nam
- Genre : Action, drame et thriller
- Durée : 98 minutes
- Dates de sortie : 
  - Viêt Nam : 22 février 2019
  - France : 6 novembre 2019

## Distribution
- Veronica Ngo : Hai Phuong
- Mai Cát Vi : Mai
- Thanh Nhien Phan : le capitaine Vu Trong Luong
- Pham Anh Khoa : Truc
- Kim Long Thach : Huy
- Khanh Ngoc Mai : Ngoc
- Hoa Thanh : Thanh Wolf
- Pompatama : Can
- Trang Le : l'infirmière Trang
- Hien Trang : la mère de Truc
- Voi Tuan : Ga To Con

## Box-office
Le film a rapporté 5,7 millions de dollars au box-office.